# Зубово (Печорский район)
Зубово (латыш. Zubava) — деревня в Печорском районе Псковской области России. Входит в состав сельского поселения «Лавровская волость».
Расположена в 14 км к юго-востоку от волостного центра, деревни Лавры и в 48 км к югу от райцентра, города Печоры. В 3 км к западу проходит граница c Латвией.
C 1920 до 1944 гг. входила в состав Яунлатгальского (Абренского) уезда Латвии.

## Население
| 2001 | 2002 | 2010 |
| ---- | ---- | ---- |
| 13   | ↘6   | ↗11  |